# 裝置角

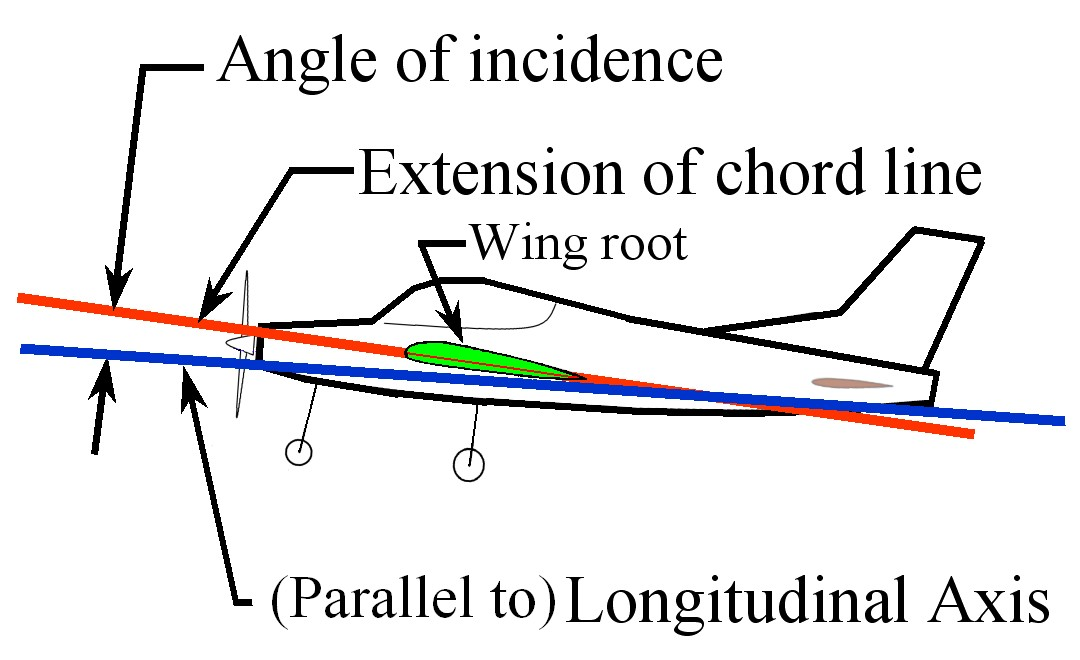

裝置角（英語：Mounting Angle），又稱入射角（英語：Angle of Incidence）。是機翼根部翼剖面的翼弦線與機身水平方向的夾角，與反角、掠角一樣，除了某些特殊設計的機型，一般在飛機安裝時就被決定了。
不只主翼，許多前翼、尾翼設計也都會帶有裝置角，如此一來，飛機不必达到水平控制面就可以有額外的作用力協助其穩定飛行。
附圖為飛機側視圖，該飛機翼根弦線的延長線 ( 紅線 )  與機身俯仰軸線 ( 藍線 ) 之間的夾角即為裝置角。通用航空的機翼設計上通常會帶有些微 ( 大約六度 ) 的裝置角。請注意裝置角與攻角不同，不應將兩者混淆。